# Vicente Segura
El General Vicente Segura Martínez fue un militar y torero mexicano que participó en la Revolución mexicana.

## Biografía

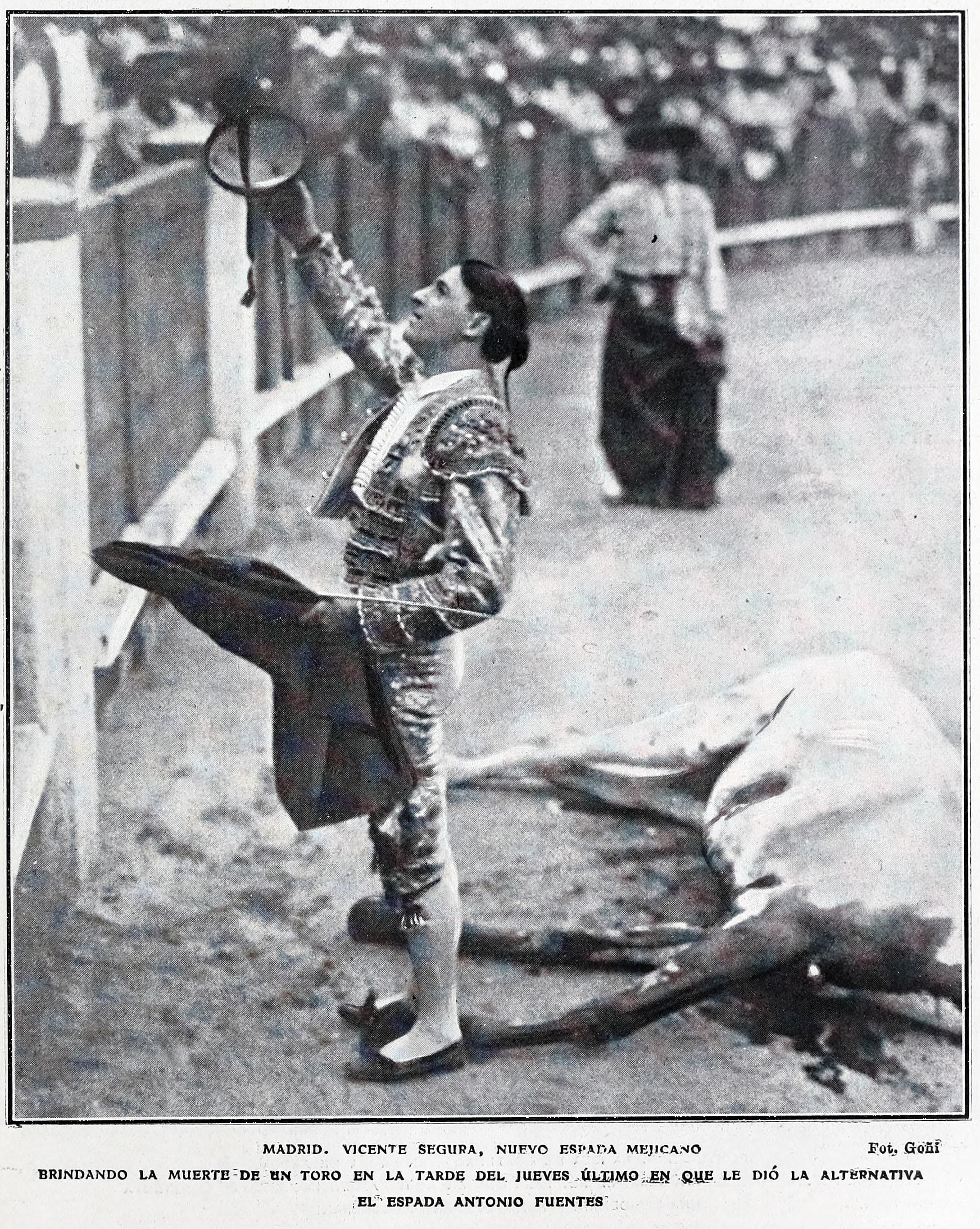
Fotografiado en 1907 en Madrid por Goñi.

Nació en Pachuca, Hidalgo, el 12 de diciembre de 1883. Heredó una gran fortuna y mandó construir una plaza de toros en su tierra natal, pues era torero. El 27 de enero de 1907[cita requerida] recibió la alternativa de manos de Antonio Fuentes Zurita, quien lo apadrinó también en España, y tuvo como testigo a Ricardo Torres Reina "Bombita".
En 1911 se incorporó al movimiento maderista; contribuyó con su fortuna en la compra de armas y municiones en los Estados Unidos, así como un barco para su transporte. Tras la usurpación de Victoriano Huerta se unió a las fuerzas constitucionalistas del noreste, organizando la Brigada "Hidalgo". Venustiano Carranza le confirió el grado de general. Operó contra los zapatistas en los estados de Morelos y Puebla.
En octubre de 1921 retornó a sus actuaciones taurinas.
Murió en Cuernavaca, Morelos, en 1953.